# Кыдрева, Кина
Кина Христова Кыдрева (болг. Кина Христова Къдрева; 27 сентября 1931, Бургас, Третье Болгарское царство — 27 июля 2020) — болгарская детская писательница, драматург, публицист, редактор детской телепрограммы «Спокойной ночи, малыши!».

## Биография
Изучала болгарскую филологию в Софийском университете. После окончания университета начала писать детские рассказы и сказки. Её первые две книги — «Милкиното дръвче» и «Синята камбанка» одобрил к изданию Эмилиан Станев. Позже была приглашена на болгарское национальное телевидение, в качестве редактора детской телепрограммы «Спокойной ночи, малыши!».

## Творчество
Свою первую поэму написала, будучи ученицей третьего класса в возрасте 9 лет.
Автор прозаических и поэтических произведений для детей, сценариев детских телевизионных пьес, историй и веселых стишков и рассказов для детской передачи «Спокойной ночи, малыши!». Сказки К. Кыдревой включены в учебники младших классов болгарских школ, творчество писательницы изучают в университетах страны. Писательнице принадлежат многочисленные афоризмы.
Помимо многочисленных детских книг, является автором нескольких произведений для взрослого читателя, а также теоретических исследований литературного творческого процесса, создания произведений сказочного жанра и фантазии, как момента в развитии творческой личности, а также пьес и публицистических статей и работ.
За книгу «Повесть об озорной скакалке» в 1994 году К. Кыдревa была включена в почётный список Международного совета по детской и юношеской литературе ЮНЕСКО (Honour List of the International Board on Books for Young People).
В 2011 награждена болгарской национальной литературной премией «Константин Константинов» за многолетний вклад в детскую литературу.

## Избранная библиография
Книги для детей
- 1962 — «Милкиното дръвче»
- 1965 — «Синята камбанка»
- 1966 — «Зайчето и момичето»
- 1967 — «Капчица роса»
- 1969 — «Веселите приключения на Грухчо, Галунка, Гащаран и Врабчолан»
- 1970 — «Володя и брезичката. Разказ за детството на Ленин»
- 1973 — «Хиляда златни рибки»
- 1980 — «Приказки»
- 1981 — «Голяма приказна книга»
- 1988 — «Песничка за джуджето»
- 1989 — «Таратунчо-Барабунчо»
- 1992 — «Приказка за палавото скакалче»
- 1993 — «Малка жабешка приказка»
- 1996 — «Нощта на чудесата»
- 1997 — «Голяма летяща приказка»
- 2010 — «Таралежчето Черешко»

На русском языке была издана её книга «Весёлые приключения Хрюкчи, Мурлыки, Шаровара и Воробейки» (София-Пресс 1971).
Книги для взрослого читателя
- 1996 — «Змей под пухена възглавница»
- 1997 — «Литургия за усмивка» (роман)
- 2000 — «Тъмното» (роман)
- 2007 — «Омагьосаният кръг» (поэзия)

Телевизионные программы
- «Вълшебната ракла»
- «Герчо с тамбурата»
- «Магазинчето на приказките»
- «Климент пее и рисува»
- «Оркестър горски музиканти»
- «Две ръчички — десет пръста»
- «Албум на годината»
- «Пееща азбука»
- «Коко и вълшебният тромпет» (мюзикл)
- «Жар морякът» (4-серийный телефильм)

Пьесы
- «Приключения в сряда срещу събота» (удостоена премией на Первом национальном фестивале детского театра)
- «Веселата уличка»
- «Нощта на чудесата»
- «Малка КВАК история»

Публицистика
- 2006 — «Децата и ние, или изкуството да си родител»
- 2009 — «Вълшебната призма»
- 2009 — «Отвъд мита за писателите»